# Marianne Jean-Baptiste
Marianne Jean-Baptiste (født 26. april 1967) er en britisk skuespiller og manuskriptforfatter.
Hun er blandt andet kendt for sin rolle som Hortense Cumberbatch i Mike Leighs film Hemmeligheder og løgne i 1996. For sin præstation i filmen, blev hun nomineret til en Oscar for bedste kvindelige birolle. Jean-Baptiste skrev musikken til Leighs film Career Girls fra 1997.

## Filmografi
- Hemmeligheder og løgne (1996)
- Career Girls (1997)
- The Cell (2000)
- Spy Game (2001)
- City of Ember (2008)
- RoboCop (2014)
- Edge of Tomorrow (2014)